# Marina Mabrey
Marina Mabrey (Belmar, 14 settembre 1996) è una cestista statunitense, professionista nella WNBA.

## Carriera
È stata selezionata dalle Los Angeles Sparks al secondo giro del Draft WNBA 2019 (19ª scelta assoluta).